# Nadporučík
Hodnostní označení nadporučíka v Armádě České republiky tvoří tři zlaté trojcípé hvězdy, hovorově tzv. mercedesy. Nejbližší nižší hodnost je poručík a nejbližší vyšší hodnost je kapitán. Kromě armády je tato hodnost používána i u dalších hierarchicky organizovaných složek, například policie, nebo hasičů.
Hodnost se vyskytovala i v Československých bezpečnostních sborech. V Čs. četnictvu to byla druhá nejvyšší hodnost důstojníků  (vyšší byl kapitán, nižší poručík). Označení v četnictvu byly tři zlaté trojcípé hvězdy.
Za ČSSR (Československá socialistická republika) v ČSLA byla na náramenících tato hodnost označena třemi pěticípými zlatými hvězdičkami o průměru 20 mm.